# کمیسیون انرژی اتمی پاکستان
کمیسیون انرژی اتمی پاکستان (انگلیسی: Pakistan Atomic Energy Commission) سازمان دولتی انرژی اتمی پاکستان است، که در سال ۱۹۵۶ تأسیس شد.